# 英陽南氏
英陽南氏（ヨンヤンナムし、えいようなんし、영양남씨）は、朝鮮の氏族の一つ。本貫は慶尚北道英陽郡である。2015年の調査では、82,272人である。
始祖は、中国の唐の文官であり、日本に使者として派遣された帰りに台風に遭遇し遭難した後、新羅に帰化した南敏（本名金忠）である。中国汝南出身であるため、汝南の南という文字を姓として王から与えられた。
宜寧南氏、固城南氏と合同で南氏大宗会をなしている。

## 行列字
| ○世孫  | 23       | 24                | 25       | 26       | 27       | 28       | 29       | 30       | 31       | 32       | 33       | 34       | 35       | 36       |
| ------ | -------- | ----------------- | -------- | -------- | -------- | -------- | -------- | -------- | -------- | -------- | -------- | -------- | -------- | -------- |
| 行列字 | 조（朝） | 진（鎭） 호（鎬） | 상（尙） | 수（守） | 우（佑） | 정（禎） | 욱（旭） | 장（章） | 세（世） | 원（元） | 규（圭） | 영（寧） | 정（正） | 철（喆） |
| ○世孫  | 37       | 38                | 39       | 40       | 41       | 42       | 43       | 44       | 45       | 46       | 47       | 48       | 49       | 50       |
| 行列字 | 호（鎬） | 영（永）          | 표（杓） | 병（丙） | 배（培） | 수（銖） | 한（漢） | 화（和） | 걸（杰） | 재（在） | 용（鎔） | 하（河） | 영（榮） | 희（熹） |